# Polyomavirus
I Polyomavirus sono virus a DNA (DNA a doppio filamento, ~5000 paia di basi, genoma circolare), piccoli (40-50 nm di diametro), di forma icosaedrica e senza un envelope lipoproteico. Inoltre il genoma possiede geni precoci e tardivi che contribuiscono al complesso programma di trascrizione. Sono virus potenzialmente oncogenici; spesso permangono all'interno dell'ospite in una forma latente che non causa nessuna patologia ma che potrebbe portare alla formazione di tumori in ospiti di specie diverse o con un sistema immunitario deficitario. Il nome polyoma si riferisce all'abilità di questi virus di portare a molti (poly-) tumori (-oma).
La famiglia dei Polyomaviridae era solitamente uno dei generi presenti all'interno della famiglia ormai obsoleta dei Papovaviridae (l'altra famiglia è quella dei Papillomaviridae). Il nome Papovaviridae deriva da tre abbreviazioni: PA da Papillomavirus, PO da Polyomavirus e VA da "vacuolating". Clinicamente questa famiglia di virus è importante in quanto contribuisce a patologie quali la leucoencefalopatia multifocale progressiva (JC virus), nefropatia (BK virus), carcinoma a cellule di Merkel (virus delle cellule di Merkel).
Fino a poco tempo fa la famiglia dei Polyomaviridae conteneva solo un genere (polyomavirus). La recente espansione di Polyomavirus conosciuti ha portato ad una riclassificazione della famiglia in 3 generi: Orthopolyomavirus, Wukipolyomavirus e Avipolyomavirus.